# Mariensäule (Voitsberg)

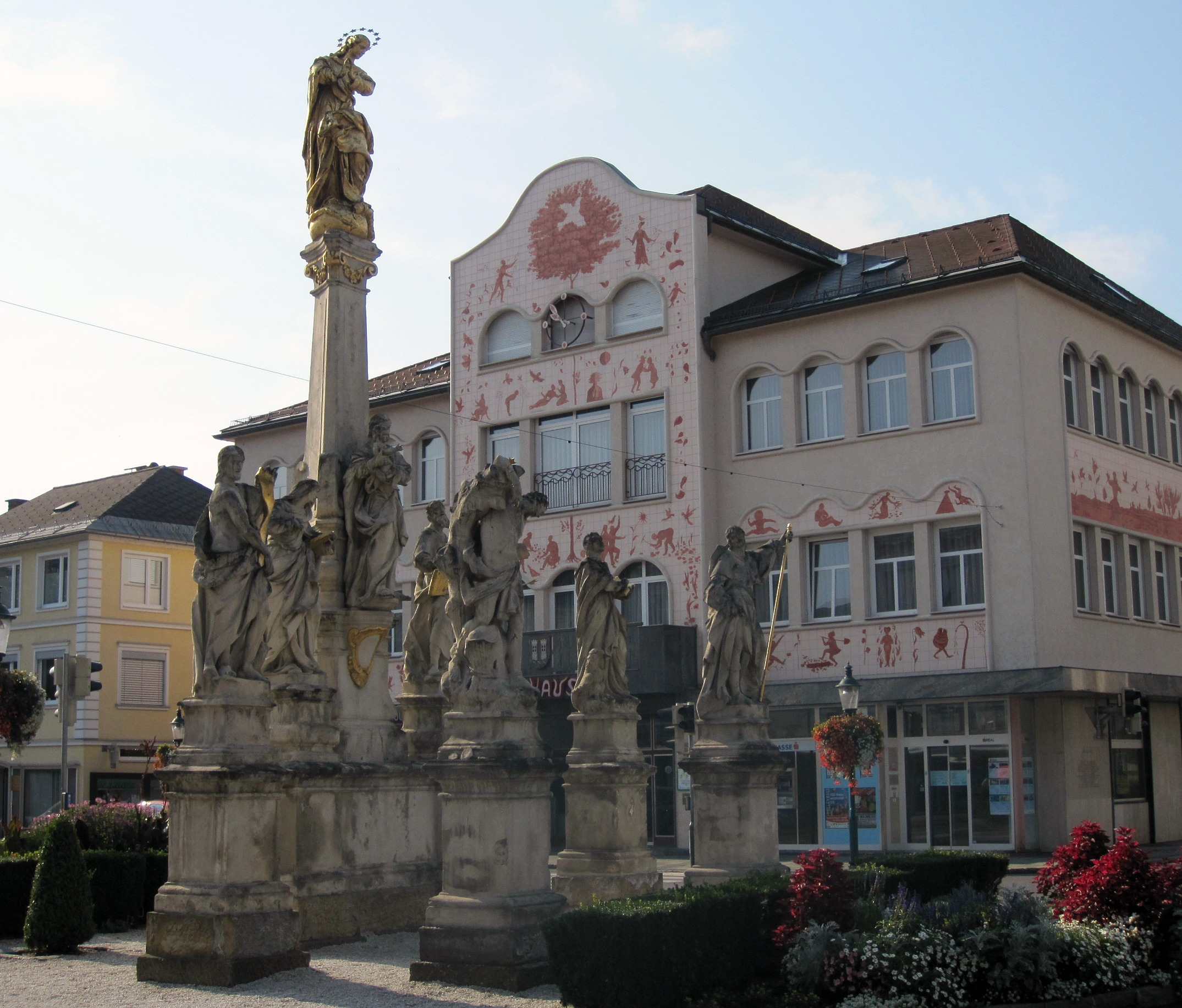
Die Mariensäule im September 2011 mit dem Rathaus im Hintergrund.

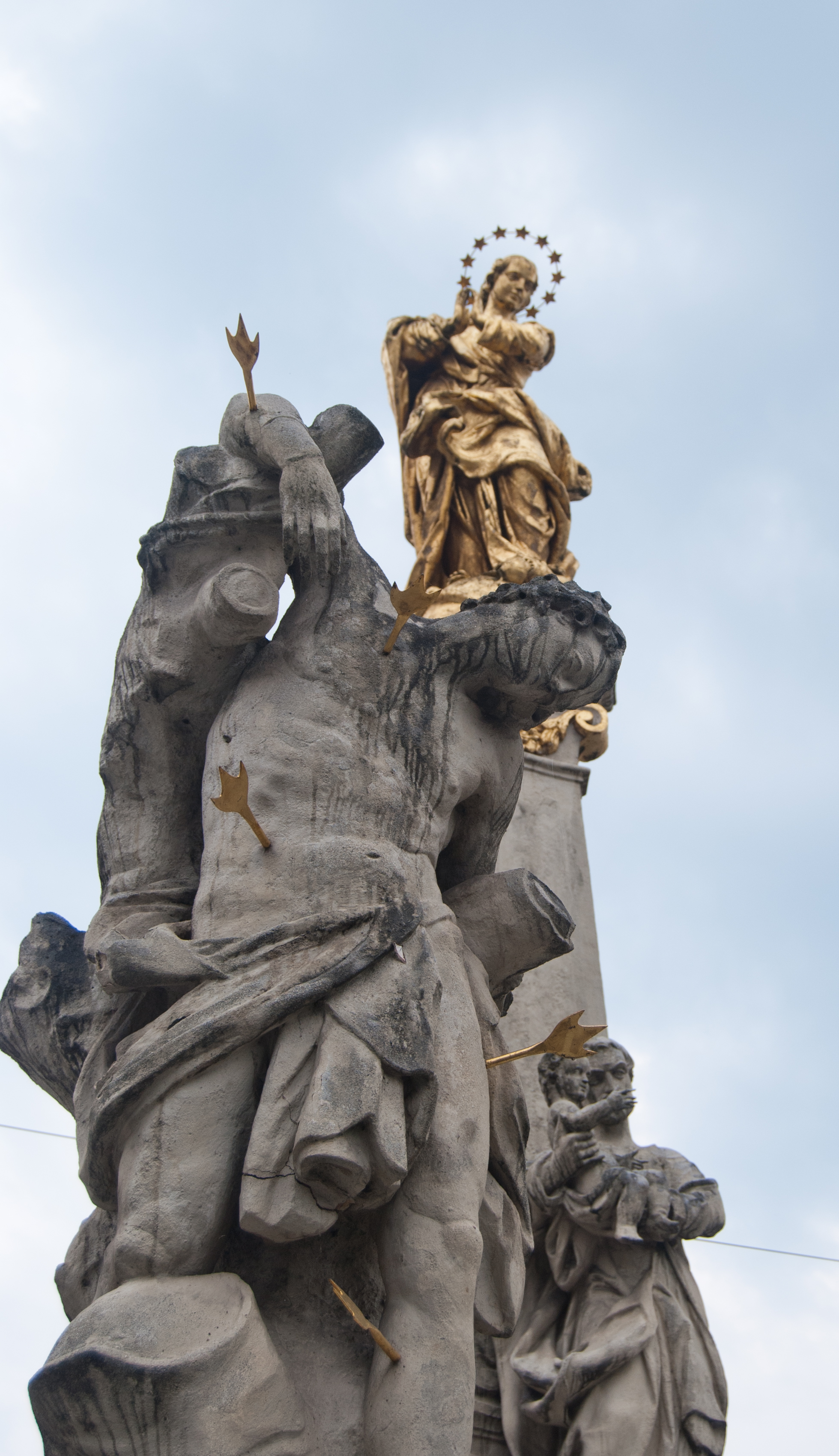
Figur des hl. Sebastian und die Marienstatue auf der Säule.

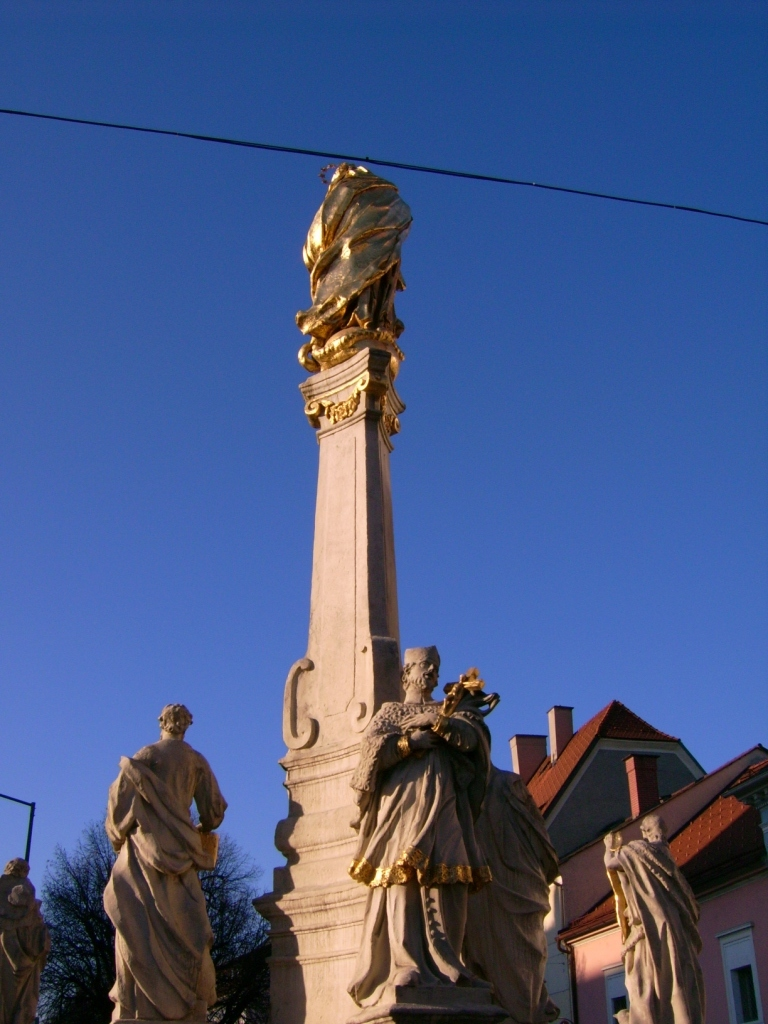
Die Rückseite der Säule mit der Figur des hl. Johannes Nepomuk.

Die Voitsberger Mariensäule ist ein religiöses Denkmal in der Stadtgemeinde Voitsberg in der Weststeiermark. Sie wurde in der Mitte des 18. Jahrhunderts errichtet und steht unter Denkmalschutz.

## Lage
Die Mariensäule steht recht zentral auf dem Hauptplatz der Stadtgemeinde Voitsberg, bei der Kreuzung mit der Bahnhofstraße. Direkt hinter der Säule befindet sich das Voitsberger Rathaus sowie die Michaelskirche.

## Geschichte
Zwischen 1713 und 1716 wurde Voitsberg von der Pest heimgesucht und die Grafen Wagen von Wagensperg legten das Gelöbnis ab, dass sie beim Abklingen der Seuche ein Mariendenkmal errichten würden. Das Gelöbnis wurde 1753 eingelöst, als die Adelsfamilie die heutige Mariensäule stiftete. Im selben Jahr wurde der Barockbildhauer Josef Schokotnigg mit der Errichtung des Denkmals beauftragt. Die feierliche Einweihung des fertigen Denkmales erfolgte am 2. August 1755.
Im Jahr 1906 fanden größere Renovierungsarbeiten statt. Vom Restaurator Heinz Hiebl wurde die Säule im Jahr 1978 erneut umfassend restauriert.

## Beschreibung
Die Mariensäule besteht aus einer hohen Steinsäule, die von einer Figur der Maria Immaculata gekrönt ist. Das Familienwappen der Grafen Wagen von Wagensperg an der Säule erinnert an die Stifter. Die Säule wird von acht Heiligenfiguren umringt, die auf hohen Postamenten stehen. Am Sockel der Säule steht auf einer Konsole eine Figur des Josef von Nazaret mit dem Jesuskind und an der Säulenrückseite befindet sich die Figur des Johannes Nepomuk. An den Seiten der Säule stehen die Figuren der Anna und des Joachim. Die Figuren des Johannes Evangelist, des Johannes des Täufers, des Rochus sowie des Sebastian stehen auf Einzelsockeln rund um die Säule. Bis auf die Figur des Johannes Nepomuk, der nach Osten schaut, blicken alle Figuren nach Westen, in Richtung des Heiligen Berges und Maria Lankowitz. Vor der Säule steht ein steinerner Altartisch. Die Säule sowie alle Figuren wurden aus Aflenzer Sandstein gefertigt.
Die bei Restaurierungsarbeiten im Jahr 1978 im Hauptsockel aufgefundenen Wasserleitungsrohre lassen eine ursprüngliche Errichtung als Brunnenanlage vermuten. Es ist jedoch auch möglich, dass die Säule über der früheren Anlage eines Stadtbrunnens errichtet wurde.